# Alcudia de Monteagud
Alcudia de Monteagud és una localitat de la província d'Almeria, Andalusia. L'any 2005 tenia 158 habitants. La seva extensió superficial és de 15 km² i té una densitat de 10,5 hab/km². Les seves coordenades geogràfiques són 37° 14′ N, 2° 16′ O. Està situada a una altitud de 1010 metres i a 88 quilòmetres de la capital de província, Almeria.

## Demografia
| 1996 | 1998 | 1999 | 2000 | 2001 | 2002 | 2003 | 2004 | 2005 | 2006 |
| ---- | ---- | ---- | ---- | ---- | ---- | ---- | ---- | ---- | ---- |
| 183  | 159  | 194  | 209  | 193  | 190  | 152  | 166  | 158  | 142  |